# Briouze
Briouze é uma comuna francesa na região administrativa da Normandia, no departamento Orne. Estende-se por uma área de 17,09 km². Em 2010 a comuna tinha 1 583 habitantes (densidade: 92,6 hab./km²).